# Benediktsdóttir
Benediktsdóttir ist ein weiblicher isländischer Name.

## Herkunft und Bedeutung
Der Name ist ein Patronym und bedeutet Benedikts Tochter. Die männliche Entsprechung ist Benediktsson (Benedikts Sohn).

## Namensträgerinnen
- Freyja Dís Benediktsdóttir (* 2005), isländische Bogenschützin
- Unnur Benediktsdóttir Bjarklind (1881–1946), isländische Schriftstellerin, siehe Hulda (Schriftstellerin)